# Tagea Brandt
Tagea Brandt, född Rovsing 17 mars 1847 i Köpenhamn, död 6 juni 1882 i Odense, var en dansk kvinna som givit namn till resestipendiet Tagea Brandts rejselegat for kvinder.

## Biografi
Brandt föddes som dotter till läraren, föreståndaren och politikern Kristen Rovsing (1812–1889) och hans hustru Marie, född Schack (1814–1888). Brandt utbildades vid den progressiva flickskolan
Døtreskolen af 1791 och studerade under 1861 franska i Paris.
Brandts mor tillhörde pionjärerna i danska kvinnosaksrörelsens första våg inom feminismen och var en av de första medlemmarna i det år 1871 grundade Dansk Kvindesamfund. Rovsing och hennes syster Esther blev medlemmar av Kvindelig Læseforening där Tagea Rovsing senare blev styrelsemedlem och verkade som sekreterare mellan 1877 och 1880. Hon blev här känd för sin snabba uppfattningsförmåga och optimism.
År 1880 lämnade hon styrelsen för att året efter ingå äktenskap med industrimannen Vilhelm Brandt, som hon hade känt i 10 år. År 1882 avled hon hastigt i en blodsjukdom. Hennes plötsliga frånfälle inspirerade hennes änkling till att grunda resestipendiet Tagea Brandts Rejselegat for kvinder till hennes minne. Stipendiet tilldelas framstående kvinnor inom vetenskap, bildkonst, musik, litteratur och skådespeleri.